# Мерье
Мейрье (фр. Meyrié) — коммуна во Франции, находится в регионе Рона — Альпы. Департамент коммуны — Изер. Входит в состав кантона Бургуен-Жалье-Сюд. Округ коммуны — Ла-Тур-дю-Пен.
Код INSEE коммуны — 38230. Население коммуны на 1999 год составляло 831 человек. Населённый пункт находится на высоте от 283  до 400  метров над уровнем моря. Муниципалитет расположен на расстоянии около 430 км юго-восточнее Парижа, 45 км юго-восточнее Лиона, 55 км северо-западнее Гренобля. Мэр коммуны — M. Eugène Rey, мандат действует на протяжении 2008—2014 гг.
Динамика населения (INSEE):

## Города-побратимы
- Боссико, Италия (1982)